# Oceanodroma microsoma
Oceanodroma microsoma е вид птица от семейство Hydrobatidae, единствен представител на род Halocyptena.

## Разпространение
Видът е разпространен в Колумбия, Коста Рика, Мексико, Панама и САЩ.